# Johann Koplenig

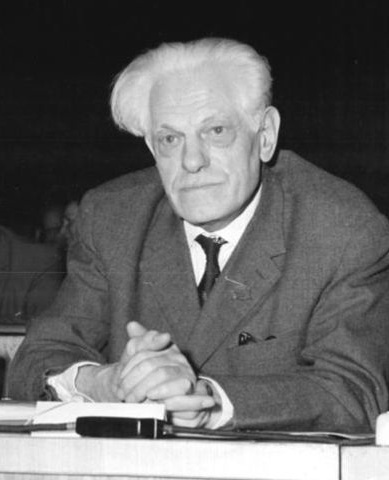
Johann Koplenig (1963)

Johann Koplenig (ur. 15 maja 1891, zm. 13 grudnia 1968) – austriacki komunista, przewodniczący Komunistycznej Partii Austrii.
Od 1909 działacz partii socjaldemokratycznej, a od 1920 KP Austrii (KPA). Od 1924 sekretarz generalny KC KPA, 1928–1943 członek Komitetu Wykonawczego Międzynarodówki Komunistycznej, a od 1935 jej Prezydium. 1933–1945 przebywał na emigracji w ZSRR. Po powrocie 1945-1965 był przewodniczącym KPA. W 1945 był wicekanclerzem rządu tymczasowego. 1945–1959 deputowany do Zgromadzenia Związkowego.